# 赫拉尔多·埃斯基韦尔
赫拉尔多·埃斯基韦尔（西班牙語：Gerardo Esquivel，1966年1月13日—），生于墨西哥城，墨西哥男子足球运动员，司职中场。他曾代表墨西哥国家队参加1995年法赫德国王杯和1995年美洲國家盃。